# Helmut Grimm
Helmut Grimm (* 1940/41) ist ein deutscher Biologe und ehemaliger Leiter des Nationalparks Schleswig-Holsteinisches Wattenmeer.

## Leben und Wirken
Grimm studierte Biologie auf das Lehramt in Hamburg und wollte ursprünglich Lehrer werden. Er entschied sich für eine Doktorarbeit und promovierte 1975 über die genetischen Verhältnisse anatolischer Zahnkarpfen bei dem Zoologen Curt Karl-Franz Kosswig. Er arbeitete anschließend an der Universität Hamburg und bei einem Schulbuchverlag.
In dem damals neugeschaffenen Nationalparkamt übernahm Grimm 1986 die Leitung der Öffentlichkeitsarbeit. 1988 wurde er stellvertretender Leiter und im März 2003 Direktor des Nationalparkamtes. Grimm betonte stets die großen Möglichkeiten des Nationalparks für den Tourismus. Als der Streit über die Zonierung im Nationalpark 1999 im Vorweg der Landtagswahl in Schleswig-Holstein aufkochte, sagte er: „Hier herrschen Ängste vor Veränderung. Der Park stellt doch eine große Chance für die Region da. Das kann man doch vermarkten!“
Im Oktober 2006 ging Grimm nach Erreichen der Altersgrenze in den Ruhestand. Auf seiner Abschiedsfeier im Multimar Wattforum wurde er von Landwirtschaftsminister Christian von Boetticher mit einer Rede als „ein Mann der ersten Nationalpark-Stunde“ gewürdigt.
2014 wurde Grimm die Goldene Ringelgansfeder verliehen. Umweltminister Robert Habeck formulierte in seiner Laudatio: „Mehr als zwei Jahrzehnte prägte Helmut Grimm … die öffentliche Wahrnehmung des Nationalparks. Millionen Westküstenbesucher erleben dies jedes Jahr: In Informationszentren, auf Lehrpfaden oder bei Exkursionen. Dabei war dem Pädagogen Grimm ein ganzheitlicher Bildungsansatz wichtig. In den Bildungsangeboten, die für Schulen erarbeitet wurden, findet sich das ebenso wie im Multimar Wattforum, das es ohne Helmut Grimm nicht gäbe. Sein Konzept, neben den Gemeinden möglichst viele weitere Institutionen als Nationalpark-Partner an der Entwicklung des Nationalparks zu beteiligen und dabei besonders Wirtschaftsunternehmen einzubeziehen, zieht bis heute immer weitere Kreise.“

## Veröffentlichungen
- Über den Einfluss von Sulfaten auf Ontogenie und Evolution anatolischer Zahnkarpfen (Pisces, Cyprinodontidae), Dissertation an der Universität Kiel, 1975

Herausgeber von Unterrichtsmaterial
- Lernen an Umweltzentren. Zeitschriftenaufsatz, Friedrich, Seelze 2003
- Gefährdung der Biosphäre. Friedrich, Seelze 1991, ISBN 3-617-03162-5
- Wattenmeer. Friedrich, Seelze 1988, ISBN 3-617-03136-6